# Lakówka purpurowobrązowa

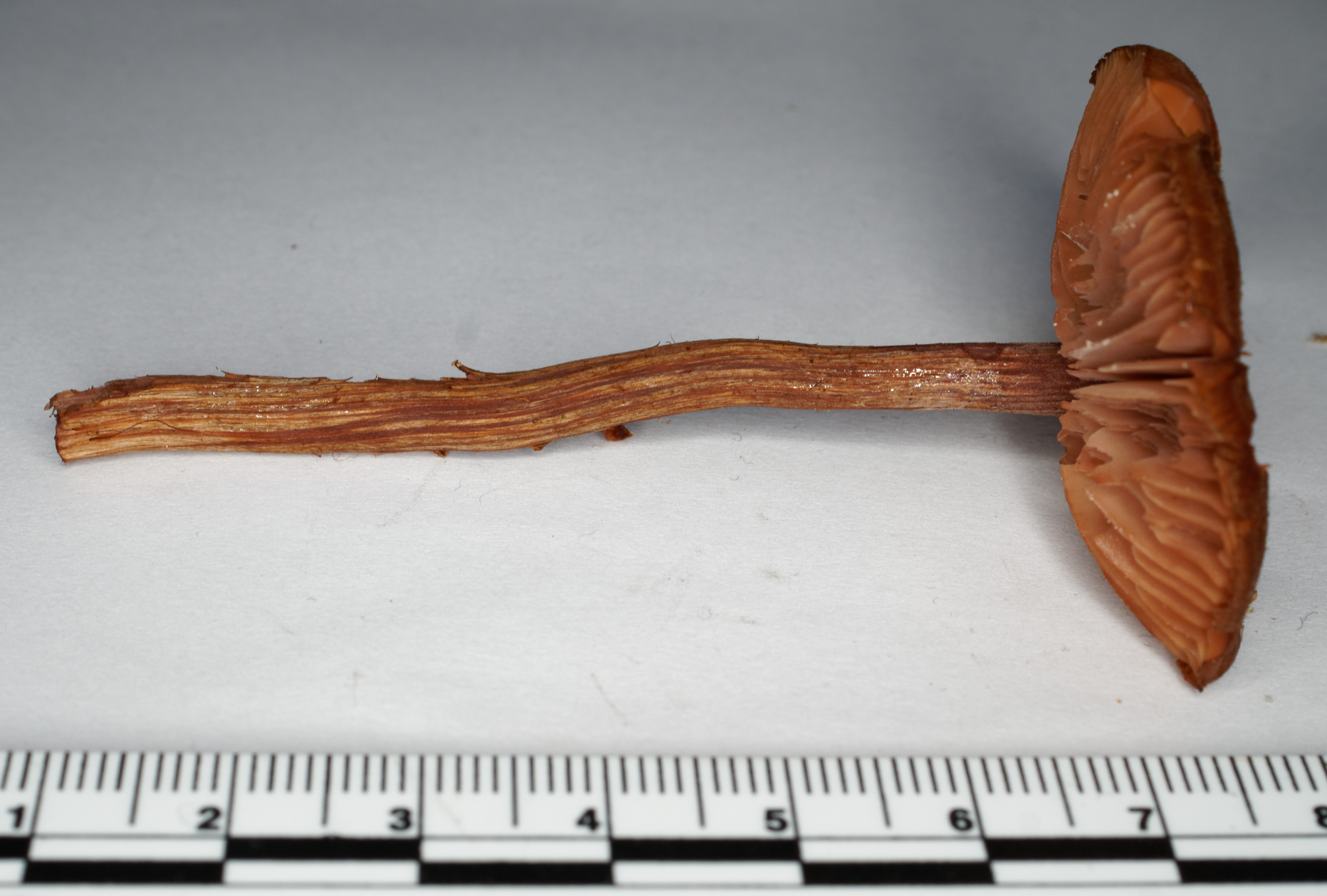

Lakówka purpurowobrązowa (Laccaria purpureobadia D.A. Reid) – gatunek grzybów z rodziny piestróweczkowatych (Hydnangiaceae).

## Systematyka i nazewnictwo
Pozycja w klasyfikacji według Index Fungorum: Laccaria, Hydnangiaceae, Agaricales, Agaricomycetidae, Agaricomycetes, Agaricomycotina, Basidiomycota, Fungi.
Po raz pierwszy takson ten opisał w 1966 r. Derek Agutter Reid pod brzozami i olszą szarą w Anglii.
Nazwę polską zarekomendował Władysław Wojewoda w 2003 r.

## Morfologia
Kapelusz
Średnica 1-8 (10) cm, bardzo rzadko do 15 cm, szkarłatny, brązowo-purpurowy, różowo-czerwony, fioletowo-czerwony, cielisty, brązowo-czerwony, blednący i później jaśniejący, na starość czerniejący. Powierzchnia drobno łuskowata lub delikatnie chropowata, brzeg przeważnie nierówny.
Blaszki
Wypukłe i zbiegające ząbkiem, rzadkie, z licznymi międzyblaszkami, czerwonawe, fioletowoczerwone, cieliste czerwonawe, różowobrązowawe.
Trzon
Wysokość 4–11 cm, grubość 0,3-1(1,5) cm, czerwonawo-brązowy, fioletowo-czerwony, różowo-czerwony, zawsze ciemniejszy od kapelusza, często zagięty, pusty w środku. Powierzchnia pokryta białawymi, wzdłużnie ułożonymi włókienkami.
Miąższ
Czerwonobrązowy, szarobrązowy, cienki, włóknisty. Zapach orzeźwiający, lekko lub intensywnie pikantny i anyżowy, smak łagodny, przyjemny.

## Występowanie i siedlisko
Podano stanowiska lakówki purpurowobrązowej w wielu krajach Europy i w Rosji. W Polsce W. Wojewoda w 2003 r. przytoczył 3 stanowiska, z uwagą, że rozprzestrzenienie i stopień zagrożenia tego gatunku nie są znane. W późniejszych latach podano nowe stanowiska, najbardziej aktualne podaje internetowy atlas grzybów. Znajduje się w nim na liście gatunków zagrożonych i wartych objęcia ochroną.
Naziemny grzyb mykoryzowy, występujący w lasach. Wszystkie lakówki są grzybami jadalnymi, ale z powodu niewielkich rozmiarów nie są zbierane przez grzybiarzy. Dobrze nadają się do kiszenia i marynowania w occie.